# Shamal
Shamal – album studyjny grupy rockowej Gong, wydany w 1975 roku nakładem Virgin Records.

## Lista utworów
Opracowano na podstawie materiału źródłowego.
Wydanie LP:
Strona A
| Nr | Tytuł utworu      | Muzyka          | Długość |
| -- | ----------------- | --------------- | ------- |
| 1. | „Wingful of Eyes” | Mike Howlett    | 6:21    |
| 2. | „Chandra”         | Patrice Lemoine | 7:19    |
| 3. | „Bambooji”        | Didier Malherbe | 5:14    |
|    |                   |                 | 18:54   |

Strona B
| Nr | Tytuł utworu           | Muzyka                                                          | Długość |
| -- | ---------------------- | --------------------------------------------------------------- | ------- |
| 1. | „Cat in Clark's Shoes” | D. Malherbe                                                     | 7:43    |
| 2. | „Mandrake”             | Pierre Moerlen                                                  | 5:04    |
| 3. | „Shamal”               | M. Howlett, D. Malherbe, Mireille Bauer, P. Moerlen, P. Lemoine | 9:01    |
|    |                        |                                                                 | 21:48   |

## Twórcy
Opracowano na podstawie materiału źródłowego.
Muzycy:
- Mike Howlett – gitara basowa, śpiew
- Didier "Bloom" Malherbe – saksofon sopranowy, saksofon tenorowy, flety, gongi
- Mireille Bauer – marimba, dzwonki, ksylofon, instrumenty perkusyjne, gongi
- Pierre Moerlen – perkusja, wibrafon, dzwony rurowe
- Patrice Lemoine – fortepian, organy, minimoog

Dodatkowi muzycy:
- Steve Hillage – gitara elektryczna, gitara akustyczna (A1, A3)
- Miquette Giraudy – śpiew (A3)
- Sandy Colley – śpiew (B3)
- Jorge Pinchevsky – skrzypce (A2, A3, B1, B3)

Produkcja:
- Nick Mason – produkcja muzyczna
- Phil Ault, Rick Curtain, Dave Hutchins, Ben King - inżynieria dźwięku
- Clive Arrowsmith – projekt oprawy graficznej